# Petit-Couronne
Petit-Couronne är en kommun i departementet Seine-Maritime i regionen Normandie i norra Frankrike. Kommunen ligger i kantonen Grand-Couronne som tillhör arrondissementet Rouen. År 2022 hade Petit-Couronne 8 738 invånare.

## Befolkningsutveckling
Antalet invånare i kommunen Petit-Couronne
| Referens: INSEE |